# Alexandre Home (1er Lord Home)
 (février 2017).
Si vous disposez d'ouvrages ou d'articles de référence ou si vous connaissez des sites web de qualité traitant du thème abordé ici, merci de compléter l'article en donnant les références utiles à sa vérifiabilité et en les liant à la section « Notes et références ».
Alexandre Home, 1er Lord Home (aussi écrit Hume) (mort en 1491) était un noble écossais du Berwickshire, et un des rebelles qui ont défait le roi Jacques III d'Écosse à Bataille de Sauchieburn en 1488.

## Biographie
Il était le fils aîné de Sir Alexandre Home de Home, mort en 1461. Le 20 décembre 1451, Jacques II d'Écosse lui céda les terres de Dunglass, Home, Susterpeth, et Kello dans le Berwickshire, auxquelles son père avait renoncé ; en 1452 les terres de Chirnside lui furent également annexées. Il devint bailli du Prieuré de Coldingham en 1466.
En 1466 Home fut admis aux états généraux écossais, et il fut créé lord du Parlement avec le titre de Lord Home le 2 août 1473. En tant que Gardien des Marches il rencontrait les envoyés du roi Édouard IV, près de la rivière Tweed, et les escortait vers le roi Jacques III.
Jaloux d'Alexandre Stuart (1er duc d'Albany), frère du roi, qui avait un pouvoir local en tant que capitaine de Berwick et gardien du château de Dunbar, Lord Home s'allia avec les Hepburns pour semer la discorde entre Albany et Jacques III. Ses intrigues réussirent car Albany fut forcé de s'exiler en Angleterre. Les faveurs accordées par le roi à Robert Cochrane causèrent des tensions.
En 1482 le roi rassembla ses barons afin de contrer une attaque d'Albany soutenue par Richard, duc de Gloucester. Au lieu de cela, les nobles, dont Home, s'emparèrent de Cochrane à Lauder. Ils le pendirent et ramenèrent Jacques III prisonnier à Édimbourg. Le roi fit la paix avec Albany puis emprisonna Home et les autres nobles au château d'Édimbourg. Archibald Douglas (5e comte d'Angus) négocia cependant leur libération.
En 1484, la situation s'aggrava lorsque Home et la famille Hepburn résistèrent au plan du roi de s'emparer des revenus de Coldingham. Affirmant que le roi s'attaquait aux droits des nobles, ils s'emparèrent avec d'autres nobles du Prince Jacques, et en firent le chef nominal de leur révolte. Les nobles en rébellion battirent et tuèrent le roi à la bataille de Sauchieburn le 11 juin 1488.
Au moment de l'avènement de Jacques IV, Lord Home reçut des terres supplémentaires. Il mourut en 1491 et son petit-fils hérita de ses biens.